# Astronidium novae-ebudaense
Astronidium novae-ebudaense är en tvåhjärtbladig växtart som beskrevs av J.F. Maxwell. Astronidium novae-ebudaense ingår i släktet Astronidium och familjen Melastomataceae. Inga underarter finns listade i Catalogue of Life.